# Marcello Mascherini

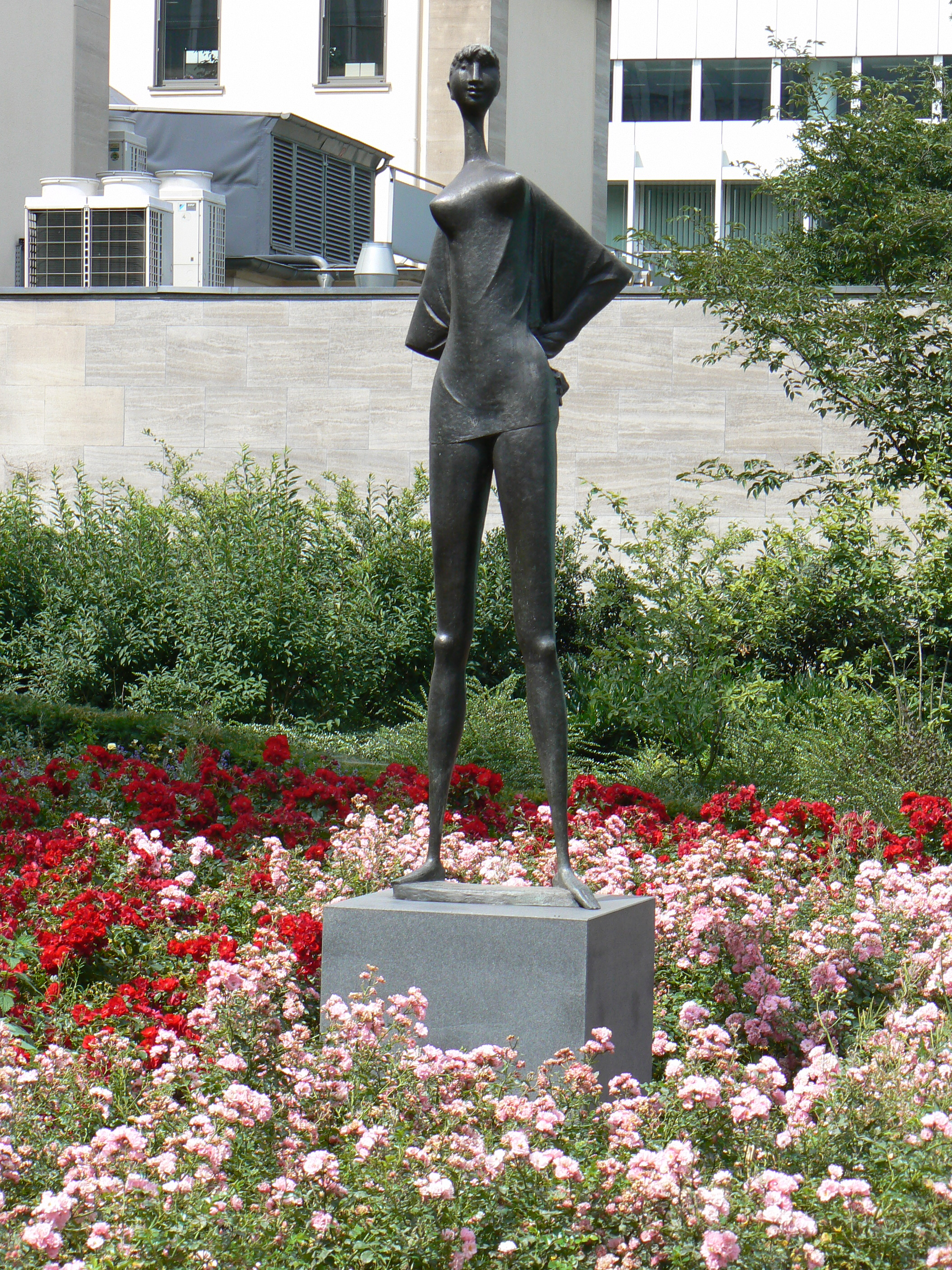
Tristata, Duisburg

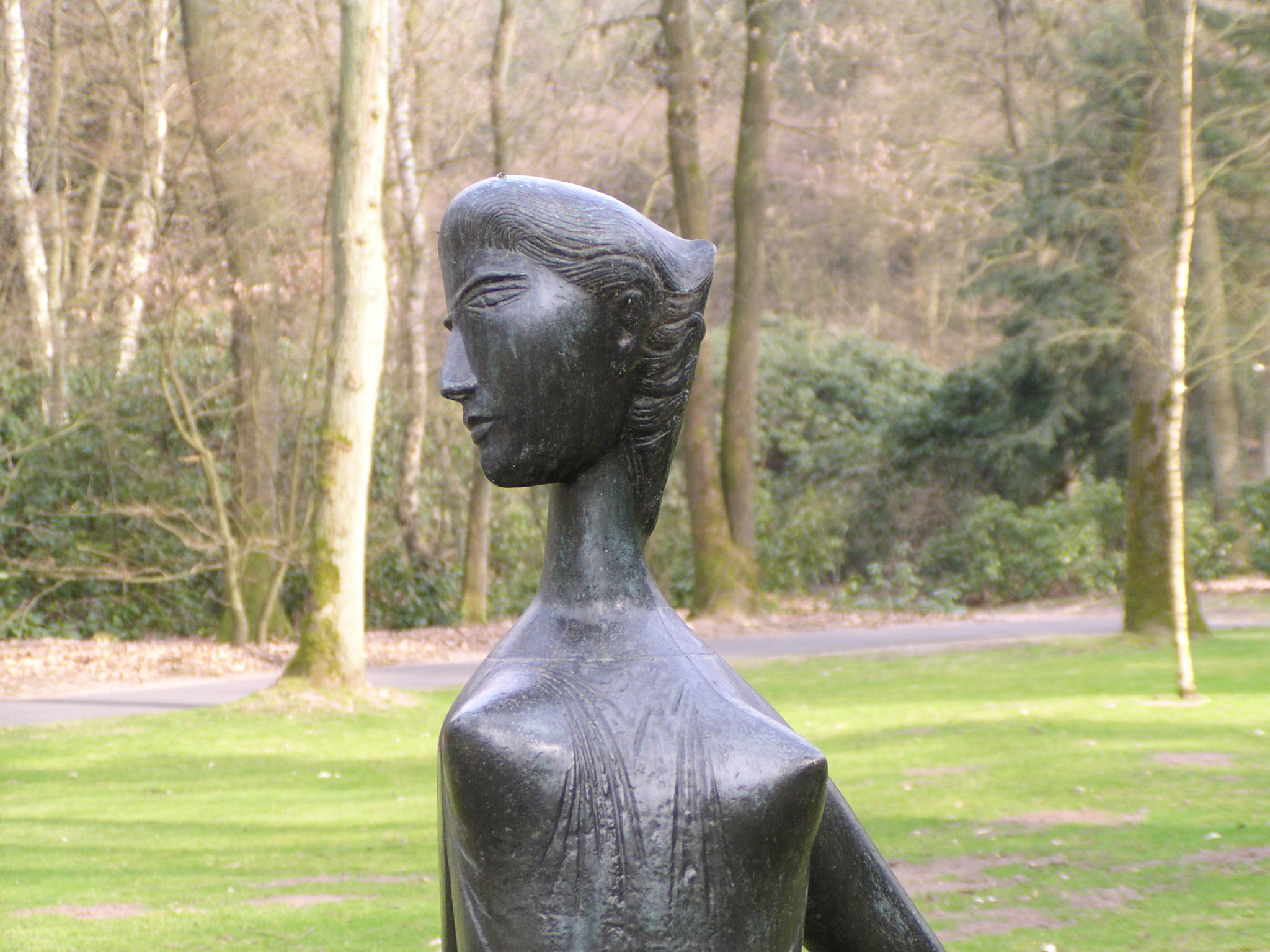
detail van Ritratta di Franca, Kröller-Müller Museum

Marcello Mascherini (Udine, 14 september 1906 – Padua, 1983) was een Italiaanse beeldhouwer.
Mascherini is vooral bekend geworden door zijn figuratieve, meer dan levensgrote beelden, die in meerdere steden in Europa zijn te vinden in de openbare ruimte, beeldenparken en musea.

## Leven en werk
Mascherini werd in 1906 geboren in het Noord-Italiaanse Udine (Autonome regio Friuli-Venezia Giulia). Zijn eerste kennismaking met het beeldhouwen kwam aan het lokale Istituto d'arte. Vanaf 1919 volgde hij een opleiding ornamentaal beeldhouwen bij Alfonso Canciani aan het Istituto Industriale van Triëst. Het ontbrak de familie aan middelen om hem de opleiding op academisch niveau te laten voortzetten. Hij stelde zijn werken regelmatig tentoon vanaf 1925. Eerst op lokaal, later op provinciaal niveau. In 1931, 1935, 1939 en 1943 was hij deelnemer aan de nationale Quadriennali di Roma. Het hoogtepunt kwam in 1938 met een uitnodiging voor de Biënnale van Venetië. Zijn deelname aan de Quadriennale van 1931 leidde tot zijn eerste contact met de beeldhouwer Arturo Martini (die de klassieke traditie van het Italiaanse beeldhouwen een hernieuwde betekenis gaf), waardoor zijn werk fundamenteel veranderde.
In 1951 reisde Mascherini voor het eerst naar Parijs, waar hij regelmatig Ossip Zadkine bezocht en door zijn belangstelling voor het theater in contact kwam met Boris Vian en Jean-Louis Barrault. In de hierna volgende jaren was zijn reputatie in Europa snel gevestigd. Samen met Giacomo Manzù en Emilio Greco vertegenwoordigde hij het nieuwe Italiaanse beeldhouwen van na de Tweede Wereldoorlog.
Hij stierf in 1983. Zijn laatste werk was in 1982 een buste van de Ierse auteur James Joyce in het stadspark van Triëst.

## Enkele werken
- Estate (1936), collectie Museo Revoltella, Galleria d'Arte Moderna in Triëst
- Ritratto di Franca (1952), beeldenpark van het Kröller-Müller Museum in Otterlo
- Cantico dei Cantici (1957), collectie Skulpturenmuseum Glaskasten in het beeldenpark van de Paracelsus-Klinik in Marl
- Sint Franciscus (1957), Openluchtmuseum voor beeldhouwkunst Middelheim in Antwerpen
- Susanna (1959), Galleria d'Arte Moderna a Ca'Pesaro in Venetië
- Tristata (1960), Konigsstraße in Duisburg
- Amadeo di Savoia-Aosta (1971), Park van Kasteel Miramare bij Triëst